# Mesophyllum expansum
Espèce
Synonymes
- Crodelia expansa (Philippi) Kylin, 1956[2]
- Crodelia incrustans var. expansa (Philippi) Heydrich, 1911[2]
- Hyperantherella expansa (Philippi) Heydrich, 1901[2]
- Lithophyllum expansum f. genuinum Foslie, 1897[2]
- Lithophyllum expansum Philippi, 1837[2]
- Lithothamnion expansum (Philippi) Foslie, 1895[2]
- Pseudolithophyllum expansum (Philippi) Me.Lemoine, 1924[2]
- Stereophyllum expansum (Philippi) Heydrich, 1904[2]
- Tenarea expansa (Philippi) Kuntze, 1898[2]

 Mesophyllum expansum  est une espèce d’algues rouges de la famille des Mesophyllaceae.

## Synonymes
Cette espèce possède plusieurs synonymes taxonomiques :
- Crodelia expansa (Philippi) Kylin, 1956[2]
- Crodelia incrustans var. expansa (Philippi) Heydrich, 1911[2]
- Hyperantherella expansa (Philippi) Heydrich, 1901[2]
- Lithophyllum expansum f. genuinum Foslie, 1897[2]
- Lithophyllum expansum Philippi, 1837[2]
- Lithothamnion expansum (Philippi) Foslie, 1895[2]
- Pseudolithophyllum expansum (Philippi) Me.Lemoine, 1924[2]
- Stereophyllum expansum (Philippi) Heydrich, 1904[2]
- Tenarea expansa (Philippi) Kuntze, 1898[2]